# Sylvesterlopp på nyårsafton
Sylvesterloppet eller Nyårsloppet är en idrottstävling som genomförs på nyårsafton, den dag Sylvester har namnsdag inom protestantismen eller uppmärksammas som helgon inom katolicismen. Tävlingar finns på många orter och i varierande sporter.

## Lopp
- Anderstorp (löpning)
- Axevalla (trav)
- Båstad (löpning)
- Göteborg (löpning). Startår 1981.[1]
- Helsingborg (löpning)
- Iggesund (löpning)
- Jättendal (löpning)
- Kalmar (löpning)
- Klintehamn (löpning)
- Malmö (löpning)
- Nora (löpning). Startår 1981.[2]
- Norberg (löpning)
- Olofström (löpning) startår 1971[3]
- Orsa (skridskor)
- São Paulo (löpning)
- Trelleborg (löpning)
- Umeå (löpning)
- Vallecas (löpning)
- Vallentuna (löpning)
- Ystad (löpning)